# CNN Indonesia
CNN Indonesia (CNN ID) est la chaîne indonésie d'information lancée conjointement par CNN, et Transmedia. Elle a commencé ses émissions le 17 août 2015,,.

## Programmes
- CNN Indonesia Newsroom
- CNN Indonesia Today
- CNN Indonesia News Hour
- CNN Indonesia News Report
- Redaksi
- Happening Now
- CNN Indonesia News Update
- CNN Indonesia Connected
- Redaksi Malam
- Prime News
- Political Show
- The World Tonight
- CNN Indonesia Sports
- Good Morning
- Bisnis dan Referensi
- CNN Indonesia Tech-News
- CNN Indonesia Indepth

## Présentateurs
- Mayfree Syarii
- Maggie Callista
- Farhannisa Nasution
- Alfian Raharjo
- Lianita Ruchyat
- Taufik Imansyah
- Tifanny Raytama
- Bram Herlambang
- Sarah Ariantie
- Yudi Yudhawan
- Benny Dermawan